# Phialophora cinerescens
Phialophora cinerescens är en svampart som först beskrevs av Hans Wilhelm Wollenweber, och fick sitt nu gällande namn av J.F.H. Beyma 1940. Phialophora cinerescens ingår i släktet Phialophora och familjen Herpotrichiellaceae.   Inga underarter finns listade i Catalogue of Life.